# لوكا بيبرنيك
لوكا بيبرنيك (بالإيطالية: Luka Pibernik)‏ (و. 1993  م) هو راكب دراجة هوائية، من سلوفينيا، ولد في ليوبليانا.

## سباقات أو مراحل فاز بها
| التاريخ        | السباق                                                | المركز                                          |
| -------------- | ----------------------------------------------------- | ----------------------------------------------- |
| 26 مايو 2013   | 2013 Peace Race U23                                   | الفائز في ترتيب النقاط، المركز الثالث           |
| 01 يونيو 2014  | 2014 Peace Race U23                                   | العاشر في التصنيف العام، الخامس في تصنيف النقاط |
| 23 أغسطس 2015  | طواف فاتينفول 2015                                    | المرتبة 17 في التصنيف العام                     |
| 21 فبراير 2016 | طواف عمان 2016                                        | العاشر في تصنيف أفضل شاب                        |
| 06 أغسطس 2017  | سباق الطريق لنخبة الرجال - بطولة أوروبا للدراجات 2017 | المرتبة 18 في التصنيف العام                     |
| 04 فبراير 2018 | فولتا فالنسيا 2018                                    | العاشر في تصنيف أفضل شاب                        |
| 01 مايو 2018   | إشبورن-فرانكفورت 2018                                 | المرتبة 12 في التصنيف العام                     |

## روابط خارجية
- لوكا بيبرنيك على موقع الاتحاد الدولي للدراجات (الإنجليزية)
- لوكا بيبرنيك على موقع أرشيف الدراجات (الإنجليزية)
- لوكا بيبرنيك على موقع إحصائيات الدراجات الإحترافية (الإنجليزية)
- لوكا بيبرنيك على موقع نسبة الدراجات (الإنجليزية)
- لوكا بيبرنيك على موقع CycleBase (الإنجليزية)